# 車身動態穩定控制系統
車身動態穩定控制系統（英語：Active Stability Control，縮寫成ASC）是由日本三菱汽車開發，以電子控制車身行駛穩定的系統。

## 概要
當車輛行進時因轉向過度而出現甩尾，或者轉向不足而衝出車道，分佈在車身的方向角感知器、搖尾感知器、車輪速度感知器與G力感知器等將偵測訊號通知ECU行車電腦，後者會減少引擎的動力輸出，並利用車上原有的ABS防鎖死煞車系統、TCL循跡防滑控制系統等針對四個輪胎做煞車點放。若是轉向過度的狀況就使內後輪減速，若是轉向不足的狀況便使外前輪減速。如此一來維持車輛的循跡性，可防止輪胎在抓地力不足時的打滑現象。依據美國國家公路交通安全管理局的研究，ASC系統可有效降低SUV近60%的失控率以及近85%的翻車率。

## 外部連結
- 汽車新知：ASC車身動態穩定控制系統
- （日語）アクティブスタビリティコントロールASC